# يوغين بيرغيس
يوغين بيرغيس هو مبارز بالسيف فرنسي، مثّل بلاده في الألعاب الأولمبية الصيفية 1900.

## روابط خارجية
يوغين بيرغيس على موقع أوليمبيديا (الإنجليزية)